# バルデマール・ティー
バルデマール・アウグスト・ティー（Valdumar Augusto Te、1997年8月14日 - ）は、ギニアビサウ出身のサッカー選手。ポジションはFW。

## 来歴
ヴィトーリアFCの下部組織出身。2016-17シーズンにトップチームに昇格してからは、下部リーグのクラブに期限付き移籍し経験を積んだ。2018-19シーズンはヴィトーリアFCに復帰。2018年9月22日、プリメイラ・リーガのFCポルト戦で念願のトップチームデビューを果たした。
2021年3月26日、FC今治に加入することが発表された。5月9日におこなわれた天皇杯の愛媛県代表を決める第101回天皇杯全日本選手権大会県代表決定戦兼県選手権大会ではハットトリックを決め5―1での大勝に導き、FC今治の3年ぶり8度目の天皇杯出場に貢献した。2022年1月27日、契約満了による退団が発表された

## 所属クラブ
- 2016年 - 2020年  ヴィトーリアFC
  - 2016年 - 2017年  CDマフラ（期限付き移籍）
  - 2017年 - 2018年  オリンピコ・ド・モンティージョ（英語版）（期限付き移籍）
  - 2019年 - 2020年  FCアロウカ（期限付き移籍）
- 2020年 - 2021年  アモラFC（英語版）
- 2021年3月 - 12月  FC今治

## Jリーグでの個人成績
| 国内大会個人成績 | 国内大会個人成績 | 国内大会個人成績 | 国内大会個人成績 | 国内大会個人成績 | 国内大会個人成績 | 国内大会個人成績 | 国内大会個人成績 | 国内大会個人成績 | 国内大会個人成績 | 国内大会個人成績 | 国内大会個人成績 |
| 年度             | クラブ           | 背番号           | リーグ           | リーグ戦         | リーグ戦         | リーグ杯         | リーグ杯         | オープン杯       | オープン杯       | 期間通算         | 期間通算         |
| 年度             | クラブ           | 背番号           | リーグ           | 出場             | 得点             | 出場             | 得点             | 出場             | 得点             | 出場             | 得点             |
| 日本             | 日本             | 日本             | 日本             | リーグ戦         | リーグ戦         | リーグ杯         | リーグ杯         | 天皇杯           | 天皇杯           | 期間通算         | 期間通算         |
| ---------------- | ---------------- | ---------------- | ---------------- | ---------------- | ---------------- | ---------------- | ---------------- | ---------------- | ---------------- | ---------------- | ---------------- |
| 2021             | 今治             | 11               | J3               | 16               | 4                | -                | -                | 1                | 1                | 17               | 5                |
| 通算             | 日本             | 日本             | J3               | 16               | 4                | -                | -                | 1                | 1                | 17               | 5                |
| 総通算           | 総通算           | 総通算           | 総通算           | 16               | 4                | -                | -                | 1                | 1                | 17               | 5                |